# Чемпіонат Європи з футболу 2012 (кваліфікаційний раунд)

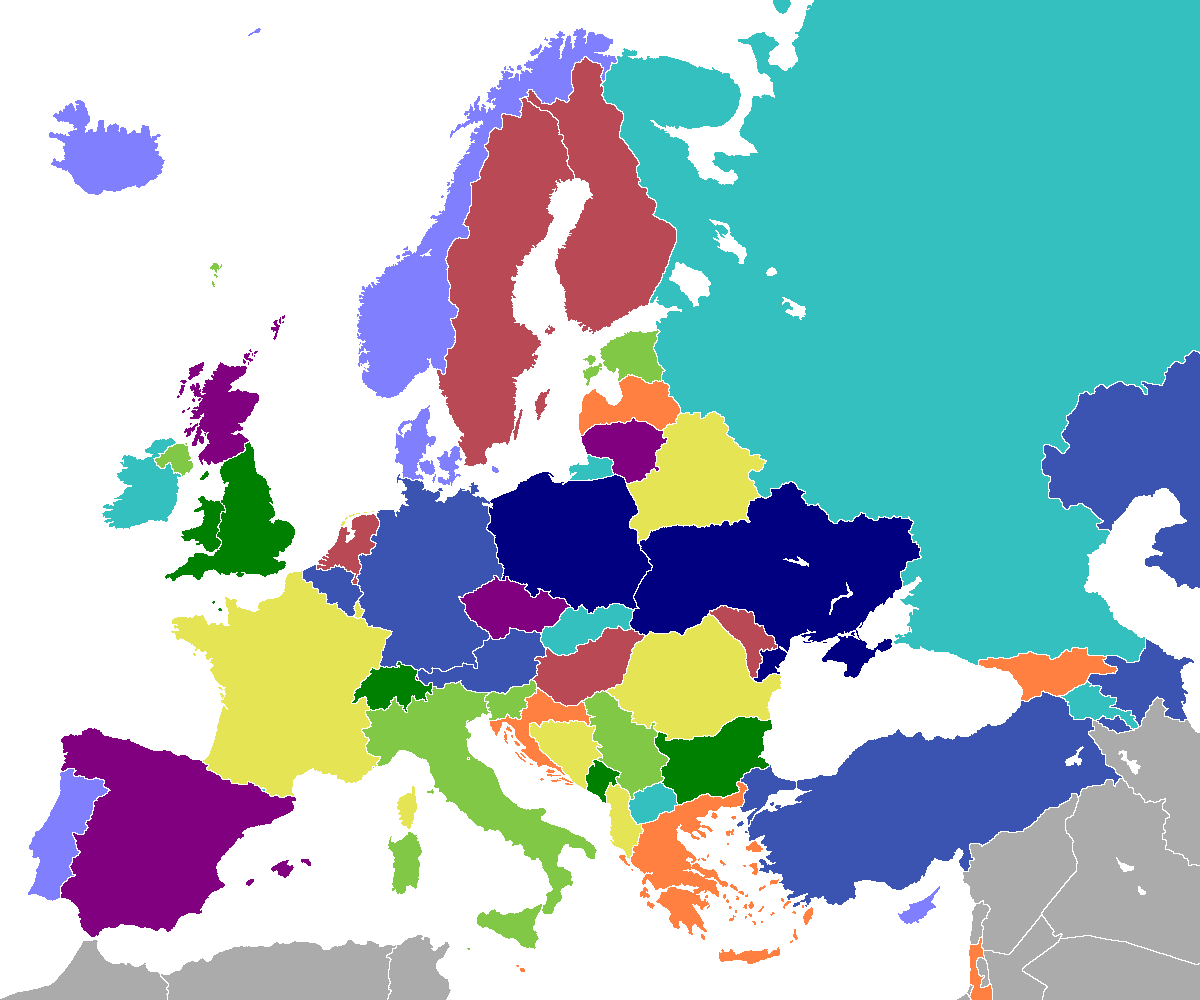
Розподіл збірних за групами:
Група A — синій
Група B — блакитний
Група C — салатовий
Група D — жовтий
Група E — червноий
Група F — помаранчевий
Група G — зелений
Група H — світло-фіолетовий
Grupa I — фіолетовий
Господарі турніру — темно синій

Кваліфікаційний раунд Чемпіонату Європи з футболу 2012 відбувався з 11 серпня 2010 року до 15 листопада 2011 року. Україна та Польща отримали путівки до фінальної стадії як господарі чемпіонату, решта 14 збірних були визначені на основі матчів відбіркового турніру.
У відбірковому турнірі усі збірні було розподілено на 9 груп: 6 груп по 6 команд і ще 3 групи по 5 команд. Дев'ять переможців груп й одна найкраща збірна серед тих, хто посів другі місця, вийшли на Євро-2012. Решта 8 збірних, які посіли другі місця у своїх групах, розіграли чотири путівки до Польщі й України в стикових матчах.

## Жеребкування

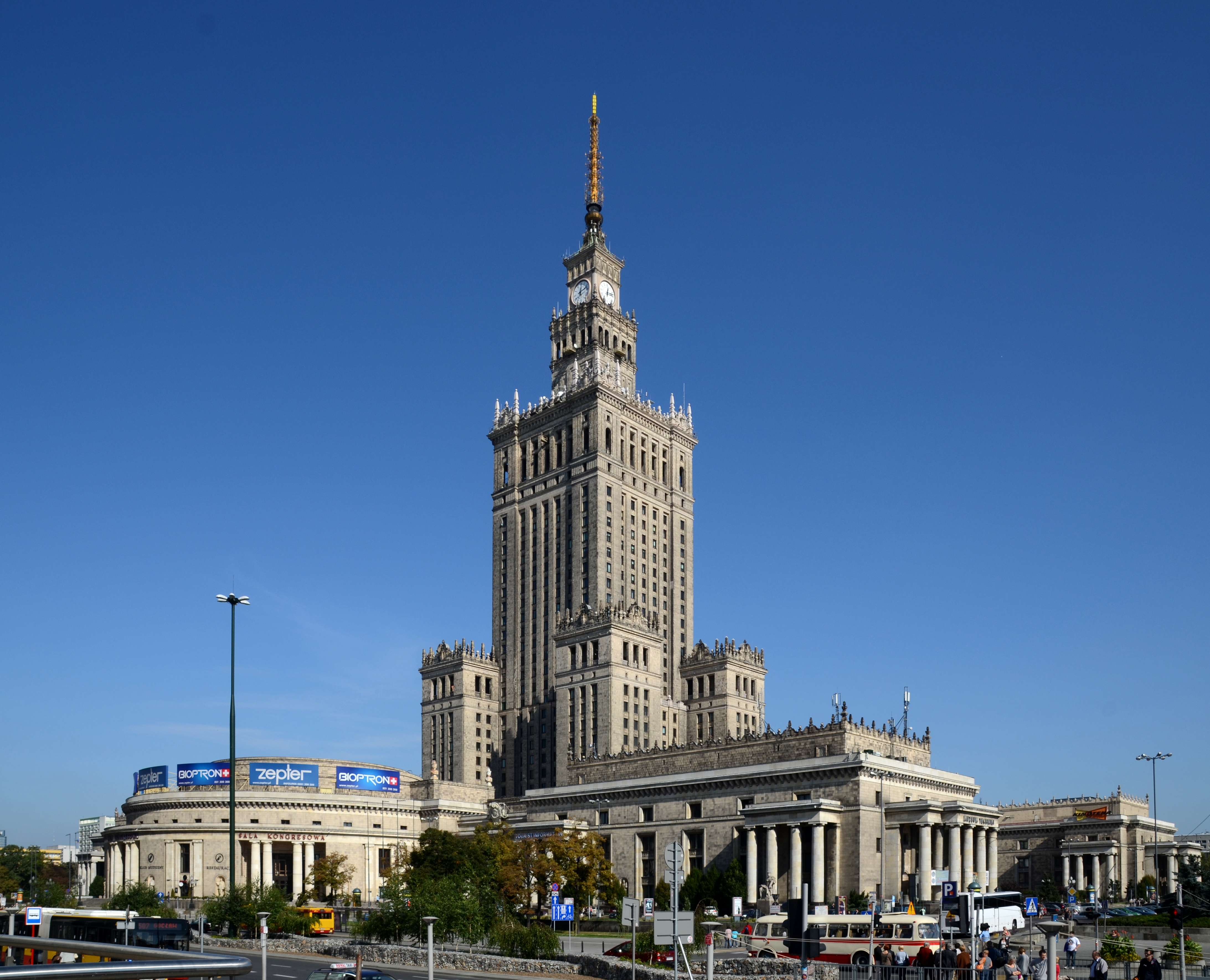
Палац Культури і Науки у Варшаві, в якому відбулося жеребкування кваліфікаційного раунду Євро-2012

Жеребкування відбіркового турніру 7 лютого 2010 року в Палаці Культури і Науки у Варшаві провели видатні постаті українського та польського футболу: Андрій Шевченко, Олег Блохін, а також Збігнев Бонек і Анджей Шармах. Команди змагалися у групах і зіграли одна з одною по два матчі — вдома і на виїзді. Відбірний турнір відбувся від серпня 2010-го до жовтня 2011 року. Ігри плей-оф відбулися у листопаді 2011 року.
Для жеребкування 51 збірну було розподілено на шість кошиків. У кошиках із першого по п'ятий знаходились по дев'ять збірних, у шостому кошику — шість збірних. Критерій «посіву» збірних за кошиками — європейський рейтинг збірних. Цей рейтинг ґрунтувався на результатах виступів команд у відбіркових і фінальних турнірах ЧС-2006 і Євро-2008, а також у відбірковому турнірі ЧС-2010.
| Перший кошик    | Перший кошик       | Перший кошик    | Другий кошик | Другий кошик | Другий кошик | Третій кошик | Третій кошик         | Третій кошик |
| Місце           | Збірна             | Рейтинг         | Місце        | Збірна       | Рейтинг      | Місце        | Збірна               | Рейтинг      |
| --------------- | ------------------ | --------------- | ------------ | ------------ | ------------ | ------------ | -------------------- | ------------ |
| 1               | Іспанія            | 39 964          | 10           | Греція       | 31 268       | 19           | Ізраїль              | 28 052       |
| 2               | Німеччина          | 38 294          | 11           | Чехія        | 30 871       | 20           | Болгарія             | 27 198       |
| 3               | Нідерланди         | 37 821          | 12           | Швеція       | 30 695       | 21           | Фінляндія            | 26 827       |
| 4               | Італія             | 35 838          | 13           | Швейцарія    | 30 395       | 22           | Норвегія             | 26 210       |
| 5               | Англія             | 34 819          | 14           | Сербія       | 29 811       | 23           | Ірландія             | 25 971       |
| 6               | Хорватія           | 33 677          | 15           | Туреччина    | 29 447       | 24           | Шотландія            | 25 646       |
| 7               | Португалія         | 33 226          | 16           | Данія        | 29 222       | 25           | Північна Ірландія    | 24 518       |
| 8               | Франція            | 32 551          | 17           | Словаччина   | 28 228       | 26           | Австрія              | 24 381       |
| 9               | Росія              | 32 477          | 18           | Румунія      | 28 145       | 27           | Боснія і Герцеговина | 24 365       |
| Четвертий кошик | Четвертий кошик    | Четвертий кошик | П'ятий кошик | П'ятий кошик | П'ятий кошик | Шостий кошик | Шостий кошик         | Шостий кошик |
| Місце           | Збірна             | Рейтинг         | Місце        | Збірна       | Рейтинг      | Місце        | Збірна               | Рейтинг      |
| 28              | Словенія           | 24 221          | 37           | Чорногорія   | 18 751       | 46           | Азербайджан          | 13 500       |
| 29              | Латвія             | 23 303          | 38           | Албанія      | 18 319       | 47           | Люксембург           | 11 872       |
| 30              | Угорщина           | 23 048          | 39           | Естонія      | 17 792       | 48           | Мальта               | 11 517       |
| 31              | Литва              | 22 071          | 40           | Грузія       | 15 819       | 49           | Фарерські острови    | 10 620       |
| 32              | Білорусь           | 21 515          | 41           | Молдова      | 15 734       | 50           | Андорра              | 9 197        |
| 33              | Бельгія            | 21 426          | 42           | Ісландія     | 15 404       | 51           | Сан-Марино           | 7 783        |
| 34              | Уельс              | 21 274          | 43           | Вірменія     | 15 164       |              |                      |              |
| 35              | Північна Македонія | 19 409          | 44           | Казахстан    | 14 730       |              |                      |              |
| 36              | Кіпр               | 18 791          | 45           | Ліхтенштейн  | 13 581       |              |                      |              |

Жеребкування відбіркового турніру пройшло 7 лютого 2010 року у Варшаві. Нижче наведено склад дев'яти кваліфікаційних груп.
| Група A                                                             | Група B                                                                 | Група C                                                                      | Група D                                                                    | Група E                                                           | Група F                                                | Група G                                            | Група H                                         | Група I                                           |
| ------------------------------------------------------------------- | ----------------------------------------------------------------------- | ---------------------------------------------------------------------------- | -------------------------------------------------------------------------- | ----------------------------------------------------------------- | ------------------------------------------------------ | -------------------------------------------------- | ----------------------------------------------- | ------------------------------------------------- |
| Німеччина · Туреччина · Австрія · Бельгія · Казахстан · Азербайджан | Росія · Словаччина · Ірландія · Північна Македонія · Вірменія · Андорра | Італія · Сербія · Північна Ірландія · Словенія · Естонія · Фарерські острови | Франція · Румунія · Боснія і Герцеговина · Білорусь · Албанія · Люксембург | Нідерланди · Швеція · Фінляндія · Угорщина · Молдова · Сан-Марино | Хорватія · Греція · Ізраїль · Латвія · Грузія · Мальта | Англія · Швейцарія · Болгарія · Уельс · Чорногорія | Португалія · Данія · Норвегія · Кіпр · Ісландія | Іспанія · Чехія · Шотландія · Литва · Ліхтенштейн |

| Умовні позначення            |
| ---------------------------- |
| Пройшла до фінального раунду |
| Грала у плей-оф              |
| Не вийшла з групи            |

## Кваліфікаційний груповий етап

### Група A
| М  | Команда     | І  | В  | Н | П | МЗ | МП | РМ  | О  |
| -- | ----------- | -- | -- | - | - | -- | -- | --- | -- |
| 1. | Німеччина   | 10 | 10 | 0 | 0 | 34 | 7  | +27 | 30 |
| 2. | Туреччина   | 10 | 5  | 2 | 3 | 13 | 11 | +2  | 17 |
| 3. | Бельгія     | 10 | 4  | 3 | 3 | 21 | 15 | +6  | 15 |
| 4. | Австрія     | 10 | 3  | 3 | 4 | 16 | 17 | −1  | 12 |
| 5. | Азербайджан | 10 | 2  | 1 | 7 | 10 | 26 | −16 | 7  |
| 6. | Казахстан   | 10 | 1  | 1 | 8 | 6  | 24 | −18 | 4  |

### Група B
| М  | Команда            | І  | В | Н | П  | МЗ | МП | РМ  | О  |
| -- | ------------------ | -- | - | - | -- | -- | -- | --- | -- |
| 1. | Росія              | 10 | 7 | 2 | 1  | 17 | 4  | +13 | 23 |
| 2. | Ірландія           | 10 | 6 | 3 | 1  | 15 | 7  | +8  | 21 |
| 3. | Вірменія           | 10 | 5 | 2 | 3  | 22 | 10 | +12 | 17 |
| 4. | Словаччина         | 10 | 4 | 3 | 3  | 7  | 10 | −3  | 15 |
| 5. | Північна Македонія | 10 | 2 | 2 | 6  | 8  | 14 | −6  | 8  |
| 6. | Андорра            | 10 | 0 | 0 | 10 | 1  | 25 | −24 | 0  |

### Група C
| М  | Команда           | І  | В | Н | П | МЗ | МП | РМ  | О  |
| -- | ----------------- | -- | - | - | - | -- | -- | --- | -- |
| 1. | Італія            | 10 | 8 | 2 | 0 | 20 | 2  | +18 | 26 |
| 2. | Естонія           | 10 | 5 | 1 | 4 | 15 | 14 | +1  | 16 |
| 3. | Сербія            | 10 | 4 | 3 | 3 | 13 | 12 | +1  | 15 |
| 4. | Словенія          | 10 | 4 | 2 | 4 | 11 | 7  | +4  | 14 |
| 5. | Північна Ірландія | 10 | 2 | 3 | 5 | 9  | 13 | −4  | 9  |
| 6. | Фарерські острови | 10 | 1 | 1 | 8 | 6  | 26 | −20 | 4  |

### Група D
| М  | Команда              | І  | В | Н | П | МЗ | МП | РМ  | О  |
| -- | -------------------- | -- | - | - | - | -- | -- | --- | -- |
| 1. | Франція              | 10 | 6 | 3 | 1 | 15 | 4  | +11 | 21 |
| 2. | Боснія і Герцеговина | 10 | 6 | 2 | 2 | 17 | 8  | +9  | 20 |
| 3. | Румунія              | 10 | 3 | 5 | 2 | 13 | 9  | +4  | 14 |
| 4. | Білорусь             | 10 | 3 | 4 | 3 | 8  | 7  | +1  | 13 |
| 5. | Албанія              | 10 | 2 | 3 | 5 | 7  | 14 | −7  | 9  |
| 6. | Люксембург           | 10 | 1 | 1 | 8 | 3  | 21 | −18 | 4  |

### Група E
| М  | Команда    | І  | В | Н | П  | МЗ | МП | РМ  | О  |
| -- | ---------- | -- | - | - | -- | -- | -- | --- | -- |
| 1. | Нідерланди | 10 | 9 | 0 | 1  | 37 | 8  | +29 | 27 |
| 2. | Швеція     | 10 | 8 | 0 | 2  | 31 | 11 | +20 | 24 |
| 3. | Угорщина   | 10 | 6 | 1 | 3  | 22 | 14 | +8  | 19 |
| 4. | Фінляндія  | 10 | 3 | 1 | 6  | 16 | 16 | 0   | 10 |
| 5. | Молдова    | 10 | 3 | 0 | 7  | 12 | 16 | −4  | 9  |
| 6. | Сан-Марино | 10 | 0 | 0 | 10 | 0  | 53 | −53 | 0  |

### Група F
| М  | Команда  | І  | В | Н | П | МЗ | МП | РМ  | О  |
| -- | -------- | -- | - | - | - | -- | -- | --- | -- |
| 1. | Греція   | 10 | 7 | 3 | 0 | 14 | 5  | +9  | 24 |
| 2. | Хорватія | 10 | 7 | 1 | 2 | 18 | 7  | +11 | 22 |
| 3. | Ізраїль  | 10 | 5 | 1 | 4 | 13 | 11 | +2  | 16 |
| 4. | Латвія   | 10 | 3 | 2 | 5 | 9  | 12 | −3  | 11 |
| 5. | Грузія   | 10 | 2 | 4 | 4 | 7  | 9  | −2  | 10 |
| 6. | Мальта   | 10 | 0 | 1 | 9 | 4  | 21 | −17 | 1  |

### Група G
| М  | Команда    | І | В | Н | П | МЗ | МП | РМ  | О  |
| -- | ---------- | - | - | - | - | -- | -- | --- | -- |
| 1. | Англія     | 8 | 5 | 3 | 0 | 17 | 5  | +12 | 18 |
| 2. | Чорногорія | 8 | 3 | 3 | 2 | 7  | 7  | 0   | 12 |
| 3. | Швейцарія  | 8 | 3 | 2 | 3 | 12 | 10 | +2  | 11 |
| 4. | Уельс      | 8 | 3 | 0 | 5 | 6  | 10 | −4  | 9  |
| 5. | Болгарія   | 8 | 1 | 2 | 5 | 3  | 13 | −10 | 5  |

### Група H
| М  | Команда    | І | В | Н | П | МЗ | МП | РМ  | О  |
| -- | ---------- | - | - | - | - | -- | -- | --- | -- |
| 1. | Данія      | 8 | 6 | 1 | 1 | 15 | 6  | +9  | 19 |
| 2. | Португалія | 8 | 5 | 1 | 2 | 21 | 12 | +9  | 16 |
| 3. | Норвегія   | 8 | 5 | 1 | 2 | 10 | 7  | +3  | 16 |
| 4. | Ісландія   | 8 | 1 | 1 | 6 | 6  | 14 | −8  | 4  |
| 5. | Кіпр       | 8 | 0 | 2 | 6 | 7  | 20 | −13 | 2  |

### Група I
| М  | Команда     | І | В | Н | П | МЗ | МП | РМ  | О  |
| -- | ----------- | - | - | - | - | -- | -- | --- | -- |
| 1. | Іспанія     | 8 | 8 | 0 | 0 | 26 | 6  | +20 | 24 |
| 2. | Чехія       | 8 | 4 | 1 | 3 | 12 | 8  | +4  | 13 |
| 3. | Шотландія   | 8 | 3 | 2 | 3 | 9  | 10 | −1  | 11 |
| 4. | Литва       | 8 | 1 | 2 | 5 | 4  | 13 | −9  | 5  |
| 5. | Ліхтенштейн | 8 | 1 | 1 | 6 | 3  | 17 | −14 | 4  |

## Рейтинг команд, що посіли другі місця
У команд, що посіли другі місця в групах A, B, C, D, E і F, не враховуються матчі, зіграні з командами, що посіли шості місця у своїх групах. Команда, що посіла перше місце серед других (Швеція), автоматично пройшла до фінальної стадії Євро-2012. Інші команди розбилися на пари й зіграли 2 матчі плей-оф (вдома й у гостях). Перші матчі відбулися 11 листопада, відповіді — 15 листопада. Переможці матчів плей-оф також пройшли до фінальної стадії Євро-2012.
| М  | Команда              | І | В | Н | П | МЗ | МП | РМ | О  |
| -- | -------------------- | - | - | - | - | -- | -- | -- | -- |
| 1. | Швеція               | 8 | 6 | 0 | 2 | 20 | 11 | +9 | 18 |
| 2. | Португалія           | 8 | 5 | 1 | 2 | 21 | 12 | +9 | 16 |
| 3. | Хорватія             | 8 | 5 | 1 | 2 | 12 | 6  | +6 | 16 |
| 4. | Ірландія             | 8 | 4 | 3 | 1 | 10 | 6  | +4 | 15 |
| 5. | Боснія і Герцеговина | 8 | 4 | 2 | 2 | 9  | 8  | +1 | 14 |
| 6. | Чехія                | 8 | 4 | 1 | 3 | 12 | 8  | +4 | 13 |
| 7. | Естонія              | 8 | 4 | 1 | 3 | 13 | 11 | +2 | 13 |
| 8. | Чорногорія           | 8 | 3 | 3 | 2 | 7  | 7  | 0  | 12 |
| 9. | Туреччина            | 8 | 3 | 2 | 3 | 8  | 10 | −2 | 11 |

## Кваліфікаційний плей-оф
8 команд, що посіли другі місця у своїх групах, було розбито на пари. Вони зіграють по два матчі плей-оф (вдома й у гостях). При жеребкуванні було враховано рейтинг збірних УЄФА станом на 12 жовтня 2011 року.
| Кошик 1 (сіяні) | Кошик 1 (сіяні) | Кошик 1 (сіяні) |
| Команда         | Коеф.           | Рейтинг         |
| --------------- | --------------- | --------------- |
| Хорватія        | 32.723          | 7               |
| Португалія      | 31.202          | 11              |
| Ірландія        | 28.203          | 13              |
| Чехія           | 27.982          | 15              |

| Кошик 2 (не сіяні)   | Кошик 2 (не сіяні) | Кошик 2 (не сіяні) |
| Команда              | Коеф.              | Рейтинг            |
| -------------------- | ------------------ | ------------------ |
| Туреччина            | 27.601             | 18                 |
| Боснія і Герцеговина | 27.199             | 19                 |
| Чорногорія           | 21.876             | 35                 |
| Естонія              | 20.355             | 37                 |

Жеребкування пройшло 13 жовтня 2011 року в Кракові. За його підсумками були визначені чотири пари учасників.

### Матчі
| Команда 1            | Заг. | Команда 2  | 1-й матч | 2-й матч |
| -------------------- | ---- | ---------- | -------- | -------- |
| Туреччина            | 0–3  | Хорватія   | 0–3      | 0–0      |
| Естонія              | 1–5  | Ірландія   | 0–4      | 1–1      |
| Чехія                | 3–0  | Чорногорія | 2–0      | 1–0      |
| Боснія і Герцеговина | 2–6  | Португалія | 0–0      | 2–6      |

Перші матчі пройшли 11 листопада, відповіді - 15 листопада. Переможці матчів плей-оф також пройшли до фінальної стадії Євро-2012.

## Бомбардири
У списку присутні найкращі бомбардири кваліфікаційного раунду Чемпіонату Європи з футболу 2012:
12 голів
- Клас-Ян Гунтелар

9 голів
- Мирослав Клозе

7 голів
| - Криштіану Роналду - Мікаель Форсселл | - Роббі Кін | - Давід Вілья |

6 голів
| - Генріх Мхітарян - Костянтин Васильєв - Маріо Ґомес | - Гергей Рудольф - Антоніо Кассано | - Дірк Куйт - Робін ван Персі |

5 голів
| - Ґеворґ Казарян - Марвін Огунжимі - Месут Езіл | - Елдер Поштіга - Нані - Адріан Муту | - Тім Матавж - Златан Ібрагімовіч |  |